# Henohenomoheji
Henohenomoheji (へのへのもへじ) ali hehenonomoheji (へへののもへじ) je obraz, ki ga japonski otroci rišejo z znaki hiragane. Beseda je sestavljena iz sedmih hiraganinih znakov, He, no, he, no, mo, he, ji. Prva dva he sta obrvi, dva no sta oči, mo je nos in he so usta. Obraz je obrobljen z ji, ki ima dakuten, ki predstavlja uho. Otroci uporabljajo henohenomoheji kot obraz strašila.